# Johann Peter Salomon
Johann Peter Salomon (Bonn, 20 de febrero de 1745 (fecha del bautizo) - Londres, 25 de noviembre de 1815) fue un violinista, compositor, director de orquesta y empresario musical alemán. 

## Biografía
Nació en Bonn y fue el segundo hijo de Philipp Salomon, un oboista de la corte de Bonn. A la edad de trece años, Salomon ocupó un puesto de violinista en la orquesta de la corte y seis años más tarde se convirtió en maestro de conciertos de la orquesta del príncipe Enrique de Prusia. Compuso varias obras para la corte, entre ellas cuatro óperas y un oratorio. Se trasladó a Londres a principios de la década de 1780, donde trabajó como compositor y violinista, interpretando tanto de forma solista como en cuartetos de cuerda. Hizo su primera aparición pública en el Covent Garden el 23 de marzo de 1781. 
Durante su estancia en Inglaterra, Salomon compuso dos óperas para la Royal Opera House, varias canciones, numerosos conciertos y piezas para música de cámara. Sin embargo, es quizás más conocido hoy en día como organizador de conciertos y director de orquesta. 
En 1790, Salomon se reunió con Wolfgang Amadeus Mozart y Joseph Haydn en Viena, con la intención de proponerles una gira de conciertos por Inglaterra durante una temporada. Ambos aceptaron y se acordó que Haydn fuera el primero en ir. A Mozart, sin embargo, no le dio tiempo, ya que murió en 1791, antes de que Haydn volviese.
Salomon llevó a Joseph Haydn a Londres en 1791-1792 y 1794-1795, dirigiendo muchas de las obras que Haydn compuso mientras estuvo en Inglaterra. Haydn escribió sus sinfonías número 93 a 104 durante estos viajes, por lo que son conocidas como sinfonías Salomon o londinenses. La estima que sentía Haydn por su empresario y director de orquesta puede apreciarse en las sinfonías; la Concertante en si mayor fue compuesta para Salomon, quien interpretó la parte de violín solista, y los seis cuartetos para cuerda op. 71 y 74, escritos entre las dos visitas a Londres en 1793, que aunque están dedicados al Conde Apponyi, fueron claramente diseñados para el público que asistía a las actuaciones que el cuarteto de Salomon dio en Londres. Salomon fue uno de los miembros fundadores de la Royal Philharmonic Society y dirigió la orquesta en su primer concierto el 8 de marzo de 1813. 
Salomon murió en Londres en 1815 y está enterrado en el claustro de la Abadía de Westminster.